# Life’s a Mess
«Life’s a Mess» — песня американского рэпера Juice WRLD и певицы Холзи. Она была выпущена 6 июля 2020 на лейбле Grade A Productions по эксклюзивной лицензии Interscope Records, как третий сингл с третьего студийного альбома Juice Wrld Legends Never Die, а позже добавлена в мини-альбом Холзи Collabs, выпущенный спустя 3 недели.
Сингл был выпущен в тот же день, что и анонс альбома. Это второй раз, когда Juice и Холзи сотрудничают друг с другом. До этого Juice делал ремикс на её песню «Without Me», которая вышла 4 октября 2018. Ремикс был выпущен 9 января 2019.

## Сиквел
Альтернативная версия песни была выпущена 5 марта 2021 года под названием «Life’s a Mess II», она содержит гостевые участия от Clever и Post Malone.

## Чарты
| Чарт (2020)                                | Высшая позиция |
| ------------------------------------------ | -------------- |
| Австралия (ARIA)                           | 8              |
| Австрия (Ö3 Austria Top 40)                | 32             |
| Бельгия/Фландрия (Ultratip Bubbling Under) | 21             |
| Канада (Billboard Canadian Hot 100)        | 10             |
| Чехия (Singles Digitál Top 100)            | 24             |
| Дания (Tracklisten)                        | 33             |
| Германия (GfK)                             | 47             |
| Венгрия (Stream Top 40)                    | 25             |
| Ирландия (IRMA)                            | 11             |
| Литва (AGATA)                              | 34             |
| Нидерланды (Single Top 100)                | 40             |
| Новая Зеландия (Recorded Music NZ)         | 14             |
| Норвегия (VG-lista)                        | 22             |
| Португалия (AFP)                           | 49             |
| Словакия (Singles Digitál Top 100)         | 51             |
| Швеция (Sverigetopplistan)                 | 26             |
| Швейцария (Schweizer Hitparade)            | 58             |
| Великобритания (OCC UK Singles)            | 11             |
| США (Billboard Hot 100)                    | 9              |
| США (Billboard Hot R&B/Hip-Hop Songs)      | 7              |
| США Rolling Stone Top 100                  | 5              |

## История релиза
| Регион | Дата        | Формат            | Лейбл              | Примечание |
| ------ | ----------- | ----------------- | ------------------ | ---------- |
| Мир    | 6 июля 2020 | Цифровая загрузка | Interscope Grade A | [ 27 ]     |